# 鷹野孝徳
鷹野 孝徳（たかの たかのり、1907年2月15日 - 1997年5月8日 ）は、日本の経営者、銀行家。鹿児島銀行頭取を務めた。

## 来歴・人物
山梨県甲府市出身。1928年に長崎高等商業学校を卒業し、同年に日本銀行に入行した。1959年11月に鹿児島銀行に転じ、副頭取に就任し、1960年5月には頭取に昇格した。1979年12月に会長を経て、1986年6月には相談役に就任。
1970年10月に藍綬褒章を受章し、1977年11月に勲三等瑞宝章を受章。
1997年5月8日、脳梗塞のために死去。90歳没。